# Sistema de criação de jogos
Um sistema de criação de jogos é um motor de jogo direcionado ao consumidor e um conjunto de ferramentas de design especializadas (e às vezes uma leve linguagem de script), projetado para a rápida iteração de jogos eletrônicos derivados do usuário. Exemplos incluem Novashell e Pie in the Sky.
Ao contrário dos mecanismos de jogos mais orientados ao desenvolvedor, os sistemas de criação de jogos prometem um ponto de entrada fácil para os designers de jogos iniciantes ou amadores, com pouca ou nenhuma codificação necessária para comportamentos simples. Embora inicialmente estigmatizados, os sistemas de criação de jogos tudo-em-um ganharam alguma legitimidade com o papel central de Unity, Construct e GameMaker: Studio no crescimento da comunidade de desenvolvimento de jogos independentes. Atualmente, o Independent Games Festival reconhece os jogos produzidos com plataformas semelhantes.

## História de desenvolvimento
Os primeiros sistemas de criação de jogos como The Arcade Machine (1982) de Broderbund, Pinball Construction Set (1983), War Game Construction Kit (1983) de ASCII, Thunder Force Construction (1984), Adventure Construction Set (1984), Garry Kitchen's GameMaker Garry Kitchen's GameMaker  (1985), Wargame Construction Set (1986), Shoot'Em-Up Construction Kit (1987), Mamirin / Dungeon Manjirou (1988) e Arcade Game Construction Kit (1988) apareceram na década de 1980 em computadores domésticos. O 3D Construction Kit foi lançado no ZX Spectrum em 1991 e continha uma ferramenta completa de criação de mundo baseada em polígonos. A maioria desses frameworks de design inicial é específica de um ou outro gênero.

## Recursos

### Ferramentas
Vários sistemas de criação de jogos incluem algumas das seguintes ferramentas:
- Ambiente de desenvolvimento integrado: para o gerenciamento de projetos e recursos
- Interface de linha de comandos: para compilação e depuração de jogos
- Editor de sprites: para a edição de imagens animadas comumente referido como sprites
- Editor de modelos: para fins de modelagem 3D
- Editor de Mapa/Cena: geralmente usado para a colocação de objetos e tiles

### Script
A ascensão dos sistemas de criação de jogos também viu um aumento na necessidade de linguagens de script de forma livre com uso de propósito geral. Alguns pacotes, como o Gamestudio da Conitec, incluem uma linguagem de script mais abrangente sob a superfície para permitir aos usuários mais liberdade na definição do comportamento de seus jogos.

## Uso
Embora a maioria dos sistemas de criação de jogos tradicionais e populares possam ser de propósito geral, vários deles existem apenas para gêneros específicos.
- Jogos de aventura: Adventure Game Studio
- Atirador de primeira pessoa: Pie in the Sky.
- Jogos de luta: Fighter Maker
- Jogos de rpg: RPG Maker
- Visual novels: Ren'Py
- MMO's: Roblox